# George Zoritch

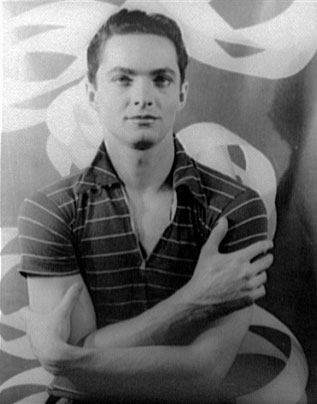
George Zoritch, fotografiert von Carl Van Vechten, 1942

George Zoritch (russisch Юрий (Георгий) Зорич; * 6. Juni 1917 in Moskau; † 1. November 2009 in Tucson, Arizona) war ein russischer Tänzer.
1935 wurde Zoritch Mitglied im Ballet Russe de Monte Carlo und tourte mit ihnen nach dem Zweiten Weltkrieg durch die USA. Er ist in einer Reihe von Filmen zu sehen, darunter Tag und Nacht denk’ ich an Dich (1946), Tanz ohne Ende (1947), Samson und Delilah (1949) und dem Dokumentarfilm über die Ballets Russes.
1994 bekam Zoritch die Nijinsky-Medaille, die von dem polnischen Ministerium für Kunst und Kultur vergeben wurde.
George Zoritch verbrachte seine letzten Lebensjahre in Tucson, Arizona, wo er im Alter von 92 verstarb.